# Beauchery-Saint-Martin
Beauchery-Saint-Martin é uma comuna francesa localizada na região administrativa da Île-de-France, no departamento Sena e Marne. A comuna possui 355 habitantes segundo o censo de 1990.